# Elecciones municipales de Tacna de 1980
Las elecciones municipales de Tacna de 1980 se llevaron a cabo el 23 de noviembre de 1980 para elegir al alcalde y al Concejo Provincial de Tacna para el periodo 1981-1983. La elección se celebró simultáneamente con elecciones municipales en todo el país. Fueron las primeras elecciones municipales en la provincia desde 1966, tras 12 años de gobierno militar.

## Sistema electoral
La Municipalidad Provincial de Tacna es el órgano administrativo y de gobierno de la provincia de Tacna. Está compuesta por el alcalde y el Concejo Provincial.
La votación del alcalde y el concejo se realiza en base al sufragio universal, que comprende a todos los ciudadanos nacionales mayores de dieciocho años, empadronados y residentes en la provincia de Tacna y en pleno goce de sus derechos políticos, así como a los ciudadanos no nacionales residentes y empadronados en la provincia de Tacna.
El Concejo Provincial de Tacna está compuesto por 19 regidores elegidos por sufragio directo para un período de tres (3) años, en forma conjunta con la elección del alcalde (quien lo preside). La votación es por lista cerrada y bloqueada. Se asigna a cada lista los escaños según el método d'Hondt. Es elegido como alcalde el candidato que ocupe el primer lugar de la lista que haya obtenido la más alta votación.

## Partidos y candidatos
A continuación se muestra una lista de los principales partidos y alianzas electorales que participaron en las elecciones:
| Candidatura | Candidatura | Partidos y alianzas                                      | Candidatos | Candidatos               | Ideología                                             | Ref. |
| ----------- | ----------- | -------------------------------------------------------- | ---------- | ------------------------ | ----------------------------------------------------- | ---- |
|             | AP          | Lista - Acción Popular (AP)                              |            | Guillermo Silva Flor     | Humanismo Nacionalismo cívico Reformismo              |      |
|             | APRA        | Lista - Partido Aprista Peruano (APRA)                   |            | Víctor Arce Vildoso      | Aprismo                                               |      |
|             | PPC         | Lista - Partido Popular Cristiano (PPC)                  |            | Ángel Lombardi Argüelles | Conservadurismo social Humanismo Democracia cristiana |      |
|             | PRT         | Lista - Partido Revolucionario de los Trabajadores (PRT) |            | Luis Cohaila Tamayo      | Marxismo-leninismo Comunismo                          |      |
|             | IND         | Lista - Lista Independiente N° 3                         |            | Hugo Ordóñez Salazar     | Localismo tacneño                                     |      |

## Resultados

### Sumario general
|                        |                                                  |              |              |              |           |           |
| Partidos y coaliciones | Partidos y coaliciones                           | Voto popular | Voto popular | Voto popular | Regidores | Regidores |
| Partidos y coaliciones | Partidos y coaliciones                           | Votos        | %            | +/−          | Total     | +/−       |
|                        | Acción Popular (AP)                              | 10,455       | 29.47        | n/a          | 6         | n/a       |
|                        | Lista Independiente N° 3                         | 10,127       | 28.55        | n/a          | 6         | n/a       |
|                        | Partido Revolucionario de los Trabajadores (PRT) | 8,051        | 22.70        | n/a          | 4         | n/a       |
|                        | Partido Popular Cristiano (PPC)                  | 3,705        | 10.44        | n/a          | 2         | n/a       |
|                        | Partido Aprista Peruano (APRA)                   | 3,136        | 8.84         | n/a          | 1         | n/a       |
|                        |                                                  |              |              |              |           |           |
| Total                  | Total                                            | 35,474       |              |              | 19        | n/a       |
|                        |                                                  |              |              |              |           |           |
| Votos válidos          | Votos válidos                                    | 35,474       | 88.11        | n/a          |           |           |
| Votos en blanco        | Votos en blanco                                  | 1,340        | 3.33         | n/a          |           |           |
| Votos nulos            | Votos nulos                                      | 3,447        | 8.56         | n/a          |           |           |
| Votos emitidos         | Votos emitidos                                   | 40,261       | 80.82        | n/a          |           |           |
| Abstenciones           | Abstenciones                                     | 9,556        | 19.18        | n/a          |           |           |
| Votantes registrados   | Votantes registrados                             | 49,817       |              |              |           |           |
|                        |                                                  |              |              |              |           |           |
| Fuente:                |                                                  |              |              |              |           |           |

### Concejo Provincial de Tacna
| Cargo                        | Autoridad electa            | Partido político | Partido político                           |
| ---------------------------- | --------------------------- | ---------------- | ------------------------------------------ |
| Alcalde Provincial de Tacna  | Guillermo Silva Flor        |                  | Acción Popular                             |
| Regidor Provincial de Tacna  | Arnold Berrios Chalco       |                  | Acción Popular                             |
| Regidora Provincial de Tacna | Raquel Astete de Lazo       |                  | Acción Popular                             |
| Regidor Provincial de Tacna  | Modesto Montesinos Zamalloa |                  | Acción Popular                             |
| Regidor Provincial de Tacna  | Pastor Portugal Cárcamo     |                  | Acción Popular                             |
| Regidor Provincial de Tacna  | Valentín Choque Mollo       |                  | Acción Popular                             |
| Regidor Provincial de Tacna  | Víctor Liendo Calizaya      |                  | Acción Popular                             |
| Regidor Provincial de Tacna  | Henry Rondinel Cornejo      |                  | Lista Independiente N° 3                   |
| Regidor Provincial de Tacna  | Ramón Lira Romero           |                  | Lista Independiente N° 3                   |
| Regidor Provincial de Tacna  | Óscar Quispe Apaza          |                  | Lista Independiente N° 3                   |
| Regidor Provincial de Tacna  | Jesús Juárez Berenguela     |                  | Lista Independiente N° 3                   |
| Regidor Provincial de Tacna  | Alfredo Alzamora Alzamora   |                  | Lista Independiente N° 3                   |
| Regidor Provincial de Tacna  | Manuel Ticona Rendón        |                  | Lista Independiente N° 3                   |
| Regidor Provincial de Tacna  | Enrique Nalvarte Romecin    |                  | Partido Revolucionario de los Trabajadores |
| Regidor Provincial de Tacna  | César Faucheux Ponce        |                  | Partido Revolucionario de los Trabajadores |
| Regidor Provincial de Tacna  | Miguel Triveños Pacoricona  |                  | Partido Revolucionario de los Trabajadores |
| Regidor Provincial de Tacna  | Félix Cotrado Aduvire       |                  | Partido Revolucionario de los Trabajadores |
| Regidor Provincial de Tacna  | César Raffo Palza           |                  | Partido Popular Cristiano                  |
| Regidor Provincial de Tacna  | Luis Basadre Flores         |                  | Partido Popular Cristiano                  |
| Regidor Provincial de Tacna  | Carlos Hurtado Chiang       |                  | Partido Aprista Peruano                    |

## Elecciones municipales distritales

### Resultados por distrito
La siguiente tabla enumera el control de los distritos de la provincia de Tacna.
| Distrito | Alcalde(sa) electo(a)      | Partido político | Partido político          |
| -------- | -------------------------- | ---------------- | ------------------------- |
| Calana   | Freddy Velásquez Vildoso   |                  | Lista Independiente N° 7  |
| Ilabaya  | Tomás Calderón Cornejo     |                  | Acción Popular            |
| Inclán   | Sabino Postigo Azar        |                  | Acción Popular            |
| Ite      | Idelfonso Málaga Lira      |                  | Acción Popular            |
| Locumba  | Aquilino Lévano Herrera    |                  | Acción Popular            |
| Pachía   | Luis Menéndez Gil          |                  | Acción Popular            |
| Palca    | Victorino Angulo Rodríguez |                  | Acción Popular            |
| Pocollay | Pablo Girón Maldonado      |                  | Lista Independiente N° 13 |
| Sama     | Wilson Bertolotto Ticona   |                  | Partido Popular Cristiano |